# Stamhuset Egholm
Stamhuset Egholm omfattede hovedgården Egholm mm. og blev oprettet 21. september 1831 af general Johan Wolfgang Reinhold Haffner for sig og sine efterkommere. Stamhuset havde lineal-agnatisk succesion.
| Historie | Spire Denne historieartikel er en spire som bør udbygges. Du er velkommen til at hjælpe Wikipedia ved at udvide den. |